# Embaixadas Populares da Bielorrússia

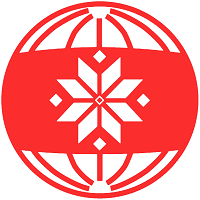
Emblema de Embaixadas Populares da Bielorrússia

Embaixadas Populares da Bielorrússia (em bielorrusso:  Народныя амбасады Беларусі) é um projeto da diáspora bielorrussa, que foi criado devido ao não reconhecimento dos resultados oficiais das eleições presidenciais de 2020 na Bielorrússia.

## História
A decisão de criar as Embaixadas Populares da Bielorrússia foi tomada por representantes da diáspora bielorrussa com base na resolução do Congresso Mundial da Bielorrússia. O Congresso aconteceu entre os dias 30 de outubro e 1 de novembro de 2020. No dia 10 de dezembro, foi realizada online a cerimônia de inauguração das Embaixadas Populares. As embaixadas foram inauguradas nos seguintes países: Alemanha, Bélgica, Brasil, Chéquia, Coreia do Sul, Eslovênia, Espanha, Finlândia, França, Irlanda, Lituânia, Portugal, Reino Unido, Suécia e Ucrânia.

## Funções principais
A diáspora bielorrussa estabeleceu as principais funções das Embaixadas Populares da Bielorrússia. Elas estão informando o público sobre a situação atual na Bielorrússia ; estabelecem e mantém contatos com órgãos governamentais, associações públicas, sindicatos, meios empresariais, científicos e culturais no exterior; protegem os direitos e interesses dos bielorrussos que vivem no exterior, bem como dão assistência aos que foram forçados a deixar o país.